# يوهي تاكيموتو
يوهي تاكيموتو (باليابانية: 竹本 雄飛) (مواليد 19 أغسطس 1997) هو لاعب كرة قدم ياباني.

## وصلات خارجية
- يوهي تاكيموتو على موقع رابطة كرة القدم اليابانية للمحترفين (اليابانية)
- يوهي تاكيموتو على موقع قاعدة بيانات كرة القدم.إي يو (الإنجليزية)
- يوهي تاكيموتو على موقع Soccerway.com (الإنجليزية)
- يوهي تاكيموتو على موقع عالم كرة القدم.نت (الإنجليزية)